# Brunellia pitayensis
Brunellia pitayensis är en tvåhjärtbladig växtart som beskrevs av J. Cuatrec.. Brunellia pitayensis ingår i släktet Brunellia och familjen Brunelliaceae. Inga underarter finns listade i Catalogue of Life.